# Набэсима Таданао
Набэсима Таданао (яп. 鍋島 忠直, 1613 — 20 февраля 1635) — японский самурай раннего периода Эдо.

## Биография
Четвёртый сын Набэсимы Кацусигэ, второго даймё Саги. Мать, Кикухимэ, приёмная дочь Токугавы Иэясу и родная дочь Окабэ Нагамори. Его детское имя Осукэ (翁助).
Хотя Таданао был четвёртым сыном Кацусигэ, к нему относились как к старшему сыну, в отличие от старшего брата Набэсимы Мотосигэ, поскольку он был сыном Кикухимэ, дочери сёгуна. Таданао должен был стать следующим даймё, но умер в возрасте 23 лет из-за оспы. Его каймё было Кококу-индэн Кэй Кэнсо Дайкодзи (興国院殿敬英賢崇大居士).
Жена, Мури (Мукуко), дочь Мацудайры Тадаакиры. Сын, Набэсима Мицусигэ, третий даймё Саги.